# Pozaldez
Pozaldez es un municipio y localidad española de la provincia de Valladolid, en la comunidad autónoma de Castilla y León. El término municipal cuenta con una población de 500 habitantes (INE 2024).
Pozaldez pertenece a la Denominación de Origen de Rueda, siendo una actividad que se ha venido realizando tradicionalmente, como así lo recuerda su nombre Pozal de Hez (abundancia de vino).[cita requerida] Se encuentra, además, en la Ruta del Mudéjar y en el itinerario de la línea de ferrocarril Madrid-Irún.

## Demografía
Cuenta con una población de 500 habitantes (INE 2024).
| Gráfica de evolución demográfica de Pozaldez entre 1842 y 2021                                                        |
| |
| Población de derecho según los censos de población del INE. Población de hecho según los censos de población del INE. |

## Patrimonio
Entre el patrimonio de la localidad destacan sus dos iglesias: la de Santa María, declarada Bien de Interés Cultural, y la de San Boal.

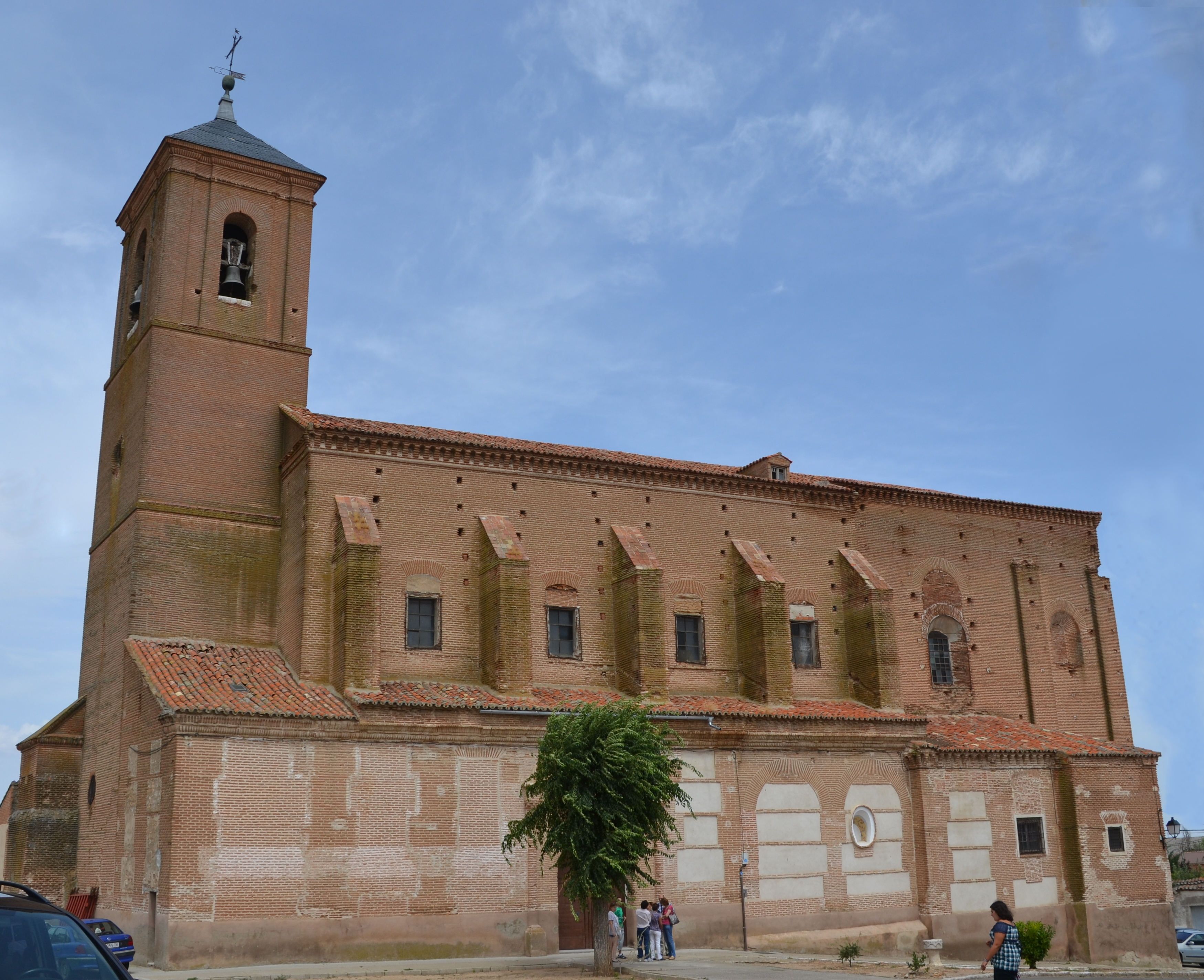
Iglesia de Santa María
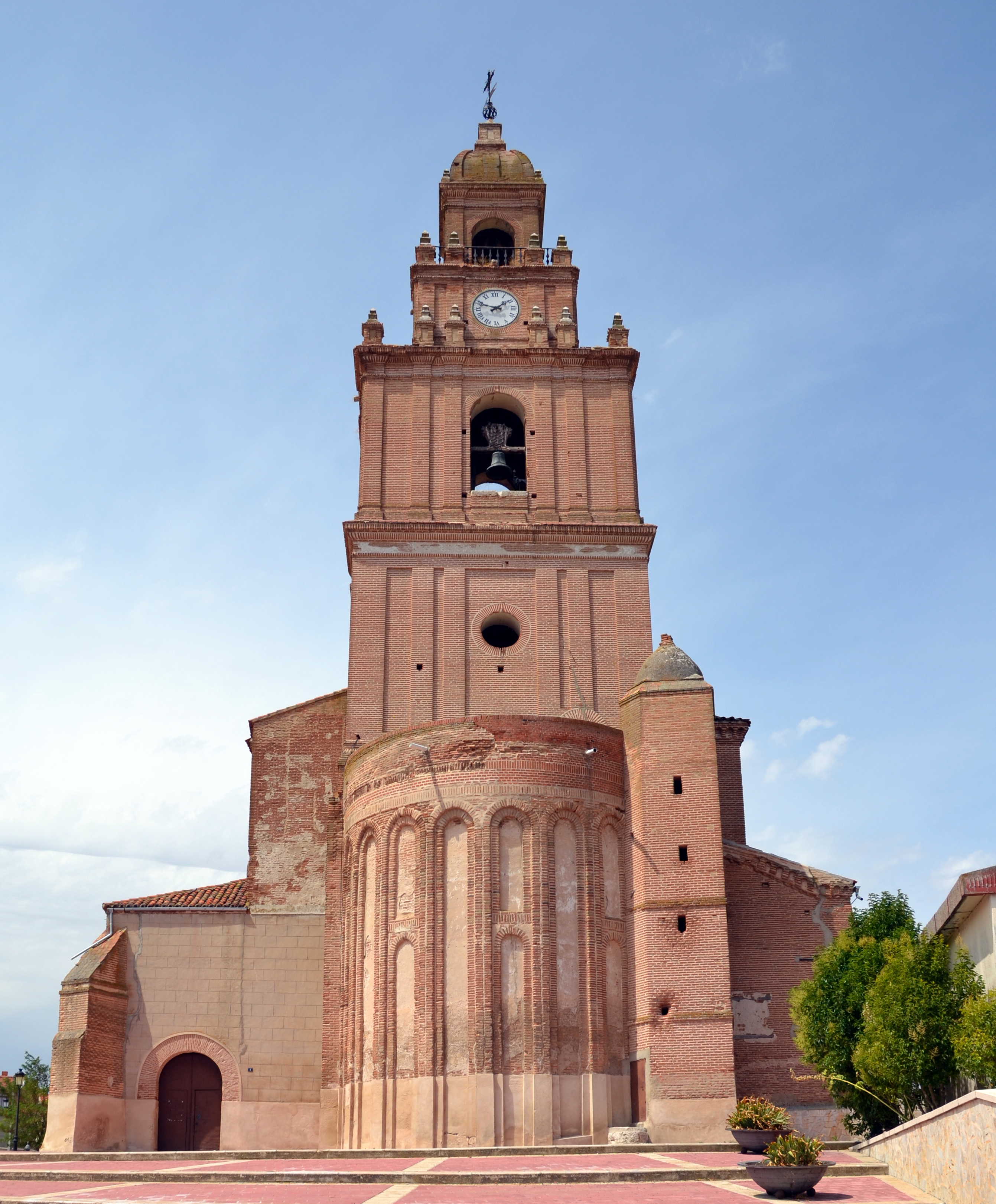
Iglesia de San Boal

- Castillo de Pozaldez
- Estación de Pozaldez (1860)